# Puszcza (województwo lubuskie)
Puszcza – osada w Polsce położona w województwie lubuskim, w powiecie wschowskim, w gminie Szlichtyngowa.
W latach 1975–1998 miejscowość administracyjnie należała do województwa leszczyńskiego.